# Marie Luise Scherer
Marie Luise Scherer (*  24. Juni 1903 in Bremen; † 16. April 1980 in Straubing) war eine deutsche Malerin und Illustratorin von Kinderbüchern.

## Biografie
Scherer war die Tochter des Rechtsanwaltes Dr. Karl August Scherer (1866–1945) und von Charlotte Scherer (1881–1970). Ihre Schwester Agnes Scherer betreute 40 Jahre lang die Kunstschau in der Böttcherstraße in Bremen.
Sie studierte nach der Schulzeit gegen den Willen der Eltern von 1921 bis 1924 an der Kunstgewerbeschule Bremen bei Willy Menz sowie danach an der Kunstakademie Dresden bei Arno Drescher. 1924 wurde sie Mitarbeiterin des Insel Verlages in Leipzig. Bis 1934 studierte sie mit Unterbrechungen freie Malerei, Grafik und Buchillustration an der Staatlichen Akademie für graphische Künste und Buchgewerbe in Leipzig und war Meisterschülerin bei Walter Tiemann, Paul Horst-Schulze und Hans Alexander Müller. An der Universität Leipzig war sie Gasthörerin für Kunstgeschichte bei Wilhelm Pinder und für Anatomie bei Hans Held. In dieser Zeit machte sie Zeichnungen bei Operationen in Krankenhäusern, Illustrationen für Kinderbücher und für Zeitschriften.
1941 heiratete sie ihren Cousin Willibald Scherer (* 1897) und beide zogen nach Straubing; ihr Sohn Stephan J. M. Scherer wurde auch Maler. Sie malte und zeichnete zahlreiche niederbayerische Landschaften, Blumenstillleben und Porträts in Öl, als Aquarell, in Mischtechnik, mit Bunt- und Filzstift, mit Kugelschreiber, in Tinte und Tusche und als Radierung. In den 1930er Jahren nahm sie an mehreren Ausstellungen im Graphischen Kabinett in Bremen teil. Vier Monate war sie 1939 bei ihrem Bruder in Costa Rica. Hier entstanden Werke, die ihr zu  einer breiten Anerkennung verhalfen. In Bremen, Hamburg und Leipzig fanden Ausstellungen statt.  Ende 1944 wurde sie nach Gunting evakuiert; 1946 kehrte sie nach Straubing zurück. Sie war zusammen u. a. mit Karl Tyroller, F. Lankes und Dr. Kratzer 1949 Mitbegründerin der Gemeinschaft Bildender Künstler Straubing. Sie arbeitete bis ins hohe Alter.

## Ausstellungen
- 1930er und 1940er Jahre in Bremen, Hamburg und Leipzig.
- Nach 1946 in Bremen, Dresden, Hamburg, Leipzig, München, Passau, Regensburg, Straubing, in mehreren Orten des Bayerischen Waldes, in Köln, Frankfurt und Florenz.
- 1973 fand in Straubing zusammen mit ihrem Sohn eine Ausstellung ihres Lebenswerkes statt.
- 1982 war in Passau eine Gedächtnisausstellung mit Katalog.

## Illustrationen
- Sophie Reinheimer: O Fritz – wohin sind wir geraten! Eine Puppen- und Kleinmädchengeschichte. Buchschmuck von Marie Luise Scherer. Franz Schneider, Leipzig 1932.
- Elfriede Brandt: Zickzack ins Blaue. Mit farbigen und schwarzen Bildern von Marie Luise Scherer. K. Thienemann Verlag, Stuttgart 1933.
- Margarethe Geist: Mit dem Eselwagen durch U.S.A. Hrsg. von Adelgunde Gruner. Mit farbigen und schwarzen Bildern von Marie Luise Scherer. K. Thienemanns Verlag, Stuttgart 1933.
- Donausagen. Die schönsten Sagen von der Donau und den anliegenden Landschaften und Städten. Für die Jugend ausgewählt von Oskar Ebermann. Abbildungen und Buchschmuck von Marie Luise Scherer. Hegel & Schade, Leipzig 1927.